# Sailesh Sami
Sailesh Sami Bula (21 marzo 1977) è un ex calciatore figiano, di ruolo attaccante.

## Carriera

### Nazionale
Ha debuttato in Nazionale il 5 febbraio 2001, nell'amichevole Figi-Malaysia (4-1), gara in cui ha messo a segno tre reti. Ha partecipato, con la Nazionale, alla Coppa d'Oceania 2002. Ha collezionato in totale, con la maglia della Nazionale, 5 presenze e 5 reti.

## Palmarès

### Club

#### Competizioni nazionali
- Campionato figiano di calcio: 1

Lautoka: 2009
- Campionato interdistrettuale figiano: 2

Lautoka: 2005, 2008
- Coppa delle Figi: 2

Lautoka: 2000, 2002
- Champions vs. Champions figiana: 1

Lautoka: 2009